# Boulevard de la Madeleine
Boulevard de la Madeleine är en boulevard i Quartier de la Place-Vendôme, Quartier de la Madeleine och Quartier de la Chaussée-d'Antin i Paris första, åttonde och nionde arrondissement. Boulevarden är uppkallad efter Église de la Madeleine. Boulevard de la Madeleine börjar vid Rue Cambon 53 och Rue de Caumartin 1 och slutar vid Place de la Madeleine 10–16.
Boulevard de la Madeleine är en av les Grands boulevards.

## Omgivningar
- Église de la Madeleine
- Place Vendôme
- L'Opéra Garnier

## Bilder
| - Gatuskylt. - Église de la Madeleine. - Place Vendôme. |

## Kommunikationer
- Tunnelbana – linjerna    – Opéra
- Tunnelbana – linjerna    – Madeleine

### Webbkällor
- ”Boulevard de la Madeleine”. Mairie de Paris. https://web.archive.org/web/20160303194324/http://www.v2asp.paris.fr/commun/v2asp/v2/nomenclature_voies/Voieactu/5815.nom.htm. Läst 9 september 2022.
- ”Boulevard de la Madeleine (1er, 8ème et 9ème arrondissement)”. Les rues de Paris. https://web.archive.org/web/20160407205126/http://www.parisrues.com/rues01/paris-01-boulevard-de-la-madeleine.html. Läst 9 september 2022.